# Rezina
Rezina (anterior Rezina-Târg) este un oraș din Republica Moldova, reședința raionului omonim. Este situat pe malul drept al Nistrului, la 98 km de municipiul Chișinău și la 3 km de gara feroviară a orașului Rîbnița. Orașul este intersectat de traseul Orhei – Rîbnița. Cea mai importantă întreprindere din Rezina este uzina Lafarge Ciment Moldova, sucursală a Lafarge România.
Populația Rezinei de circa 16 mii persoane este alcătuită din persoane ce locuiesc nemijlocit în oraș - 13.800 persoane și restul care locuiesc în satele care intră în componența orașului.

## Geografie
Până în anul 2002 suprafața Rezinei era de 100,08 km2, însă din 2003 ea constituie 33,52 km2 datorită faptului că unele localități rurale care intrau în componența localității au fost transformate în primării separate. Din totalul terenurilor 1.777 ha (46,2%) constituie terenurile cu destinație agricolă. În zona aferentă Rezinei, pe malul râului Nistru, prezintă interes turistic două rezervații naturale: Saharna (670 ha) și Țipova (430 ha).

Peisaj adiacent
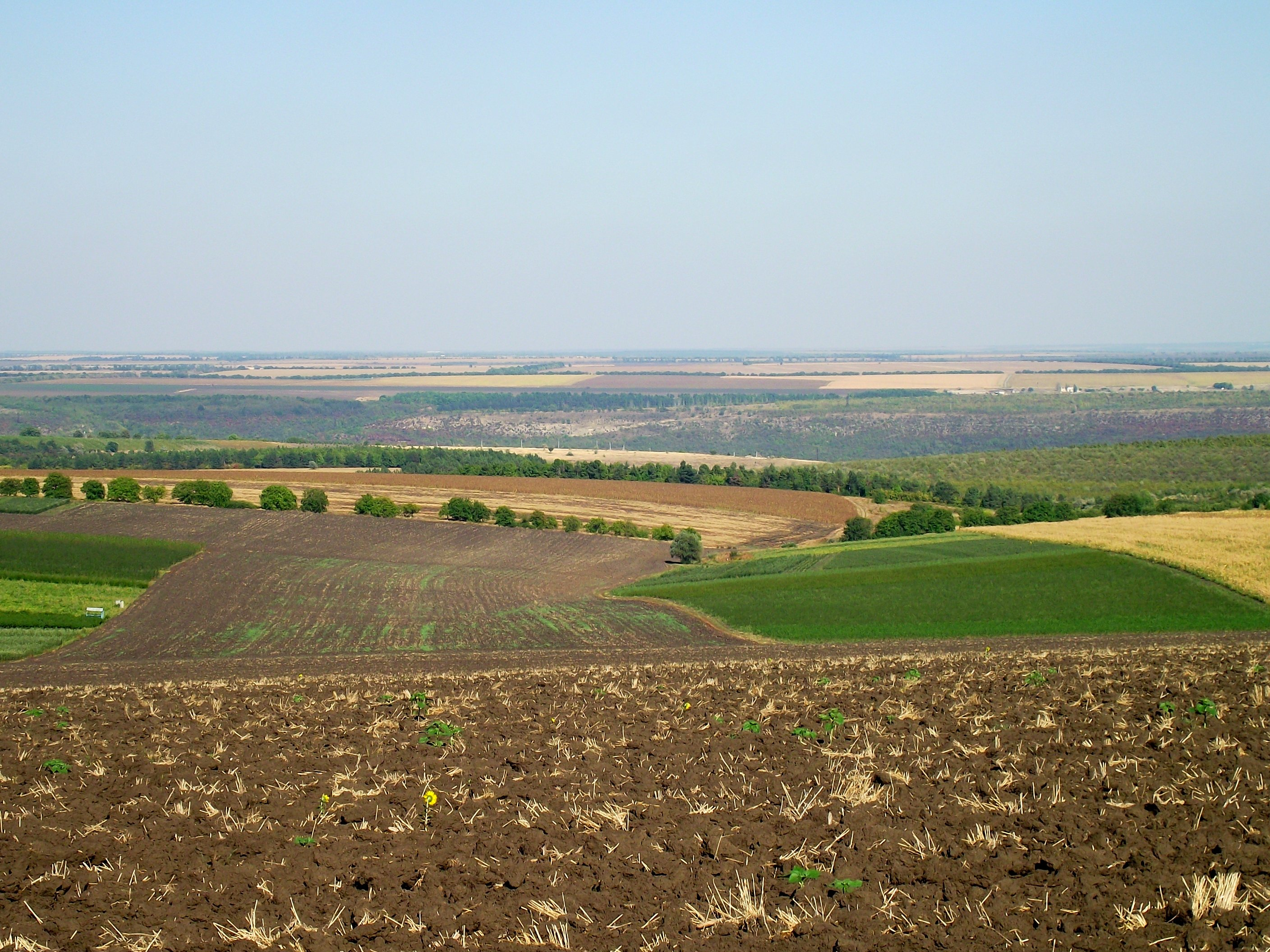
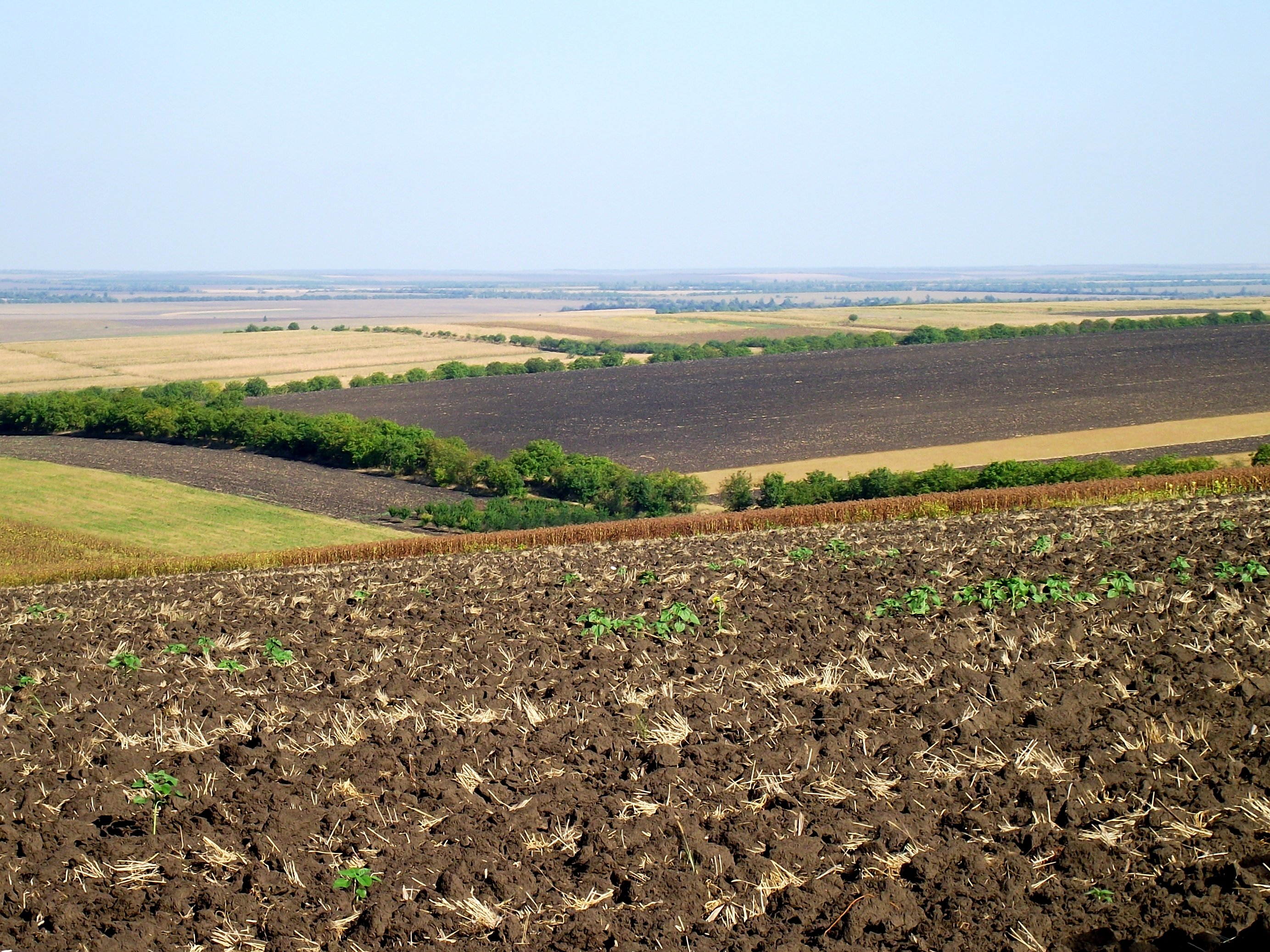
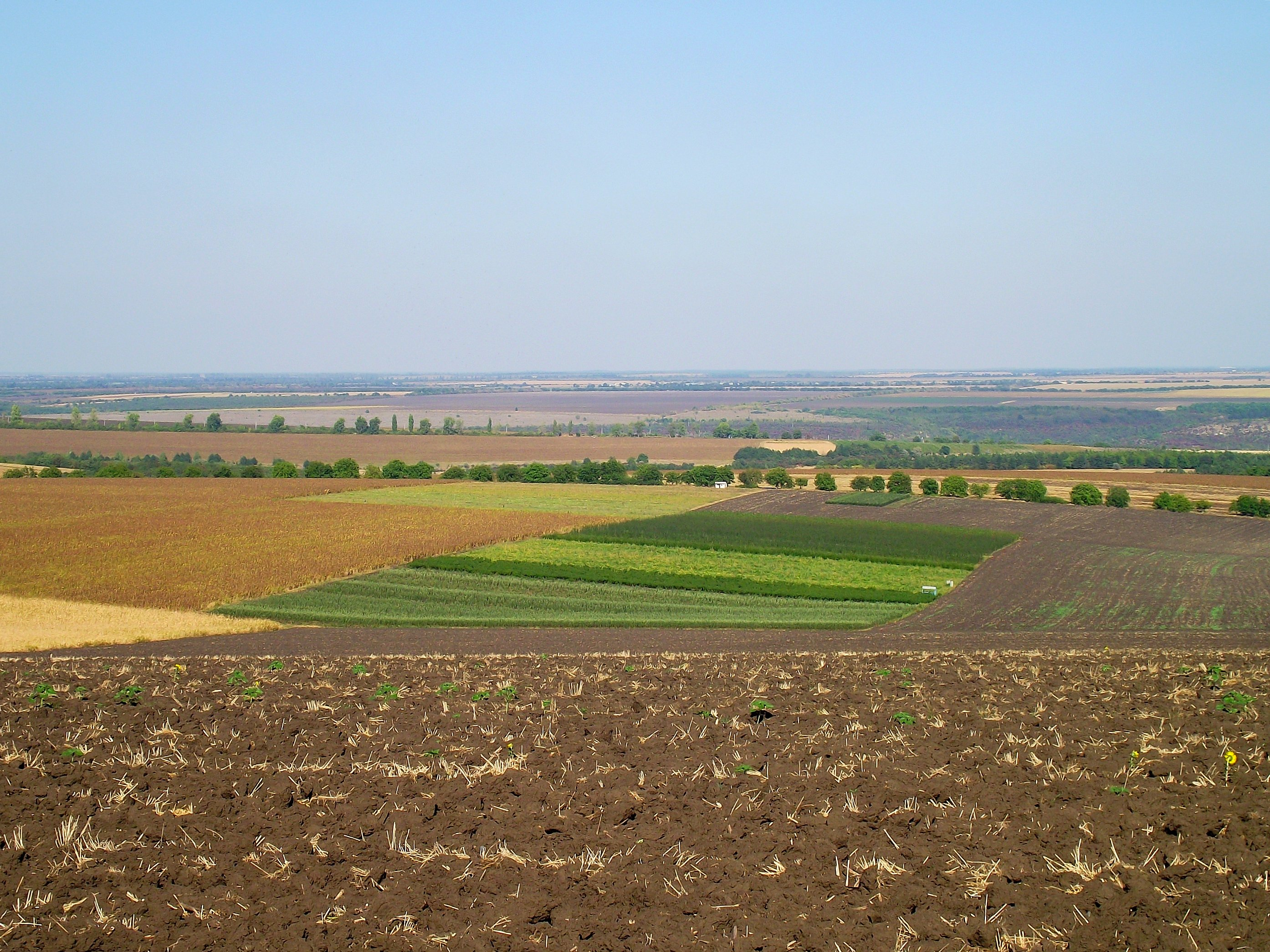

## Etimologie
După părerea cercetătorului Anatol Eremia, denumirea localității a fost preluată de la hidronimul Rezina, care la rândul său ar avea la bază numele proprietarului unei moșii pe care curgea râulețul respectiv – Răzanu.

## Istorie
În sudul orașului, la circa 4 km, se găsesc niște foste chilii și lăcașuri de rugăciune săpate în calcarul unor înălțimi. Ele datează de 800-900 de ani. În consecință, în apropierea acestui sit a fost întemeiată mănăstirea Saharna.
Orașul a fost atestat documentate pentru prima dată într-un document din 1495, prin care Ștefan cel Mare voievod întărește lui Toader pisar satul Rizina, unde a fost Alexa vataman, pe Nistru, la gura Rizinei, cumpărate de la rudele sale, strănepoți ai lui Negrea, cu 150 de zloți tătărești:
„Din mila lui Dumnezeu, noi Ștefan voievod, domn al Țării Moldovei. Facem cunoscut că această carte a noastră tuturor celor ce o vor vedea sau o vor auzi cetindu-se, că a venit înaintea noastră și înaintea tuturor boierilor noștri moldoveni, mari și mici, Done, fiica Nastasei nepoata Mariei, de bună voia ei, de nimeni nesilită nici asuprită și-a vândut ocina sa dreaptă, din uricul său drept, un sat pe Nistru la gura Rizinei, anume satul Rizina, unde a fost Alexa vătăman, care acest sat s-a cuvenit în partea ei din ocinile străbunicului ei pan Negrea. Și-a vândut aceste sat vărului său, slugii noastre credincioase, pan Toader, pisarul nostru pentru 70 de zloți tătărești.

...
 
Iar pentru mai mare putere și întărire a tuturor celor sus scrise, am poruncit credinciosului nostru pan Tăutul logofăt să scrie și să atârne pecetea noastră la această carte a noastră.
 
A scris Matei diac, la Iași, în anul 7003 <1495> luna Februarie 5 zile.”
 La 1700, aci a existat o mănăstire românească numită Râzana. Pe la 1806, această mănăstire era un schit, și împreună cu schiturile Casovățul, Soroca, Verejeni, Cărâtura, Poiana, Lomanova, Hradiște, Hiticica, Peciștea, Pașteru, Popăuți, a fost desființată de pravoslavnica Rusie.
La 1813, în schitul Răzeni au fost 22 călugărițe, toate românce; apoi, pe la 1828, când s-a închis schitul, din ordinul guvernului rusesc, toată averea sa și chiliile s-au vândut evreilor. Documente, privitoare la această mănăstire, se află azi în arhiva mănăstirii Japca.
Pe la sfârșitul secolului al XVIII-lea Rezina este calificată ca târg, pentru ca în secolul al XIX-lea localitatea să devină centru de volost. 
La 1902 Rezina era un târgușor, centrul volostei cu același nume, așezat pe malul Nistrului, puțin mai jos de târgușor trece linia căii ferate Bălți-Râbnița (guvern. Podolia). Aci e pod de fer peste râul Nistru. De la târgușor merge șoseaua spre Orhei. Are 316 case, cu o populație de 2848 suflete, majoritate români, parte ruteni și evrei.

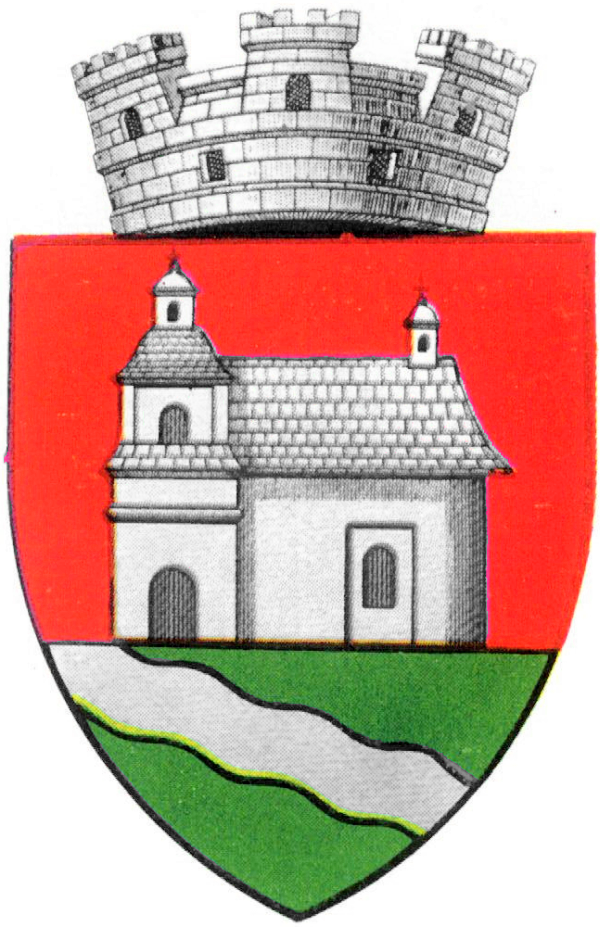
Stema interbelică a Rezinei (1936)

Anuarul Eparhiei Chișinăului și Hotinului tipărit în 1922 oferă date despre viața religioasă de după unire, astfel la Biserica Adormirea Maicii Domnului (zidită din piatră din 1859) în calitate de preot paroh slujea Antonie Jușcov, de 39 de ani, absolvent al seminarului teologic în 1905, servind biserica din Rezina din anul 1911. Cântărețul bisericii era Mihail Câșleanu, pe atunci de 39 ani, absolvent al școlii de cântăreți în 1911, servind pe loc din 1919. Anuarul consemnează în Rezina 120 de gospodării românești și rusești.
La recensământul din anul 1930 în Rezina (Rezina Târg+Rezina Sat) au fost numărați în total 4.590 locuitori, inclusiv români – 1512 persoane, unguri – 6 persoane, germani – 10 persoane, iugoslavi – 1 persoană, bulgari – 3 persoane, poloni – 5 persoane, evrei – 2938 persoane, greci – 2 persoane, armeni – 1 persoană, găgăuzi – 1 persoană, alte etnii – 112 persoane.
În 1936 este aprobată prima stemă a orașului Rezina: Pe scut roșu o biserică de argint cu două turnuri, așezată în profil pe o terasă verde, străbătută da o fascie ondulată de argint. Scutul timbrat cu o coroană murală de argint eu trei turnuri. Simbolizează ctitorie veche moldovenească.
Începând cu anul 1940, în urma ocupării Basarabiei de către URSS, a devenit centrul administrativ al raionului cu același nume. Dezvoltarea bruscă a început prin anii 1970.
La recensământul unional din 1989 au fost înregistrați 14311 de locuitori, inclusiv 9793 – moldoveni și români, 1928 – ucraineni, ruși – 2033, 33 – găgăuzi, 47 – bulgari și 477 – alte etnii.

## Stema și drapelul
Stema orașului Rezina reprezintă un scut de tip antic în centrul căruia e un cerc verde-haki cu o biserică de aur cu 2 turnuri, așezată în profil, la poalele căreia trece o fascie ondulată de argint. Scutul e timbrat cu o coroană murală de aur cu trei turnuri. Elementul central este biserica mănăstirii Răzana, înființată în 1700 și desființată de administrația rusă după anexarea Basarabiei. Fascia ondulată de argint care trece la poalele bisericii reprezintă apele Nistrului. Cercul verde-haki semnifică tradiționalele cariere de piatră și calcar, precum și tradiționalele întreprinderi de stingere a varului, care au existat la Rezina. Coroana murală de aur cu trei turnuri explică poziția Rezinei în ierarhia orașelor din Republica Moldova.
Drapelul orașului reprezintă o pânză dreptunghiulară mărimea 1,0 pe 1,5 m, albă, având în centru un cerc verde-haki, încărcat cu o cruciuliță de aur și o fascie ondulată de argint în partea inferioară. Drapelul orașului Rezina este elaborat în baza stemei. Pentru armonizarea ansamblului vexilologic biserica din stemă a fost înlocuită cu o cruciuliță din același metal. Ciucurii exprimă poziția Rezinei în ierarhia generală a unităților administrativ-teritoriale ale Republicii Moldova. Vârful hampei și panglica tricoloră arată apartenența de stat a urbei. Culoare albă a drapelului semnifică puritatea, nevinovăția și sinceritatea orășenilor.
Stema și drapelul au fost elaborate de Andrieș Tabac și Nicolae Proca.

## Demografie

### Structura etnică
Structura etnică a orașului conform recensământului populației din 2004:
| Grup etnic         | Populație | % Procentaj |
| ------------------ | --------- | ----------- |
| Moldoveni / Români | 8,341     | 81.81%      |
| Ucraineni          | 868       | 8.51%       |
| Ruși               | 839       | 8.28%       |
| Bulgari            | 29        | 0.28%       |
| Evrei              | 28        | 0.27%       |
| Găgăuzi            | 20        | 0.19%       |
| Alții              | 71        |             |
| Total              | 10,196    | 100%        |

## Economie
Rezina este un oraș industrial. Pe teritoriul localității activează 915 agenți economici, dintre care 422 constituie gospodării țărănești. Unul dintre cei mai mari agenți economici este uzina de ciment S.A. „Lafarge Ciment Moldova”. Pe teritoriul orașului în anul 2003 a fost deschisă o unitate de cazare pentru turiști, își desfășoară activitatea 5 filiale ale băncilor, 3 a companiilor de asigurare și 2 instituții de consultanță juridică. Localitatea are un profil turistic accentuat datorită obiectivelor turistice naturale din preajma localității. Operator pe piața de servicii turistice este „Agenția de Turism și Voiaj Rezina”. În domeniul agricol activează întreprinderea „Ost-Nord-Agrocom” care se ocupă cu producerea și prelucrarea produselor agricole și o fabrică de prelucrare a laptelui. Deoarece în componența orașului intră două localități rurale – Ciorna și Stohnaia – în structura agenților economici o pondere semnificativă o constituie gospodăriile țărănești.

### Finanțele publice locale
Rezina este o localitate cu un potențial economic mare, comparativ cu alte localități similare din republică. Din acest motiv, după cum putem observa, în structura veniturilor publice locale predomină veniturile proprii și defalcările care sunt strâns legate de potențialul economic al localității. Datorită majorării veniturilor publice locale, în mare măsură condiționată de creșterea volumului transferurilor, s-a modificat esențial structura cheltuielilor publice locale. Astfel au crescut de 2,6 ori cheltuielile comunale, care influențează direct bunăstarea populației.

## Administrație și politică
Primarul orașului Rezina este Simion Tatarov (Partidul Schimbării), reales în noiembrie 2023.
Componența Consiliului local Rezina (23 de consilieri), ales la 5 noiembrie 2023, este următoarea:
|  | Partid                                        | Consilieri | Componență | Componență | Componență | Componență | Componență | Componență | Componență | Componență | Componență | Componență | Componență | Componență |
|  | --------------------------------------------- | ---------- | ---------- | ---------- | ---------- | ---------- | ---------- | ---------- | ---------- | ---------- | ---------- | ---------- | ---------- | ---------- |
|  | Partidul Schimbării                           | 12         |            |            |            |            |            |            |            |            |            |            |            |            |
|  | Partidul Socialiștilor din Republica Moldova  | 4          |            |            |            |            |            |            |            |            |            |            |            |            |
|  | Partidul Acțiune și Solidaritate              | 3          |            |            |            |            |            |            |            |            |            |            |            |            |
|  | Partidul Dezvoltării și Consolidării Moldovei | 1          |            |            |            |            |            |            |            |            |            |            |            |            |
|  | Partidul Comuniștilor din Republica Moldova   | 1          |            |            |            |            |            |            |            |            |            |            |            |            |
|  | Candidat independent GHENADIE CUZUIOC         | 1          |            |            |            |            |            |            |            |            |            |            |            |            |
|  | Platforma Demnitate și Adevăr                 | 1          |            |            |            |            |            |            |            |            |            |            |            |            |

## Social
Populația Rezinei este de circa 16.700 persoane, dintre care populația nemijlocită din aria urbană constituie 13.800 persoane, restul locuiesc în satele care intră în componența orașului. Pe teritoriul orașului sunt 3 instituții preșcolare, o școală medie, 3 licee, colegiul privat „Miriade-Prim” și o școală profesională polivalentă. În oraș funcționează filiala Universității de Criminologie. În spitalul din oraș și Centrul medicilor de familie lucrează 98 medici și 249 personal medical mediu.

## Cultură
Rețeaua de instituții culturale este cuprinsă din Palatul de cultură, 2 biblioteci publice și 9 formații artistice de amatori printre care corul „Doina Nistrului”, teatrul de păpuși „Spiriduși”, formația folclorică „Opincuța”, etc.
În zona Rezinei și în apropierea ei se află mai multe monumente arheologice: așezările geto-dacice de la Horodiște, Țipova, Țareuca, Mateuți și Saharna. Lângă satul Pripiceni-Răzeși se află un amplasament fosil de dinoteriu, arie protejată din categoria monumentelor naturii de tip geologic sau paleontologic.

## Personalități

### Născuți în Rezina
- Iosif Rabinovici (1837–1899), avocat rus și evreu mesianic din secolul al XIX-lea
- Israel Helfman (1886–1935), romancier, jurnalist și editor argentinian
- Solomon Timov (1898–1943), economist și publicist sovietic
- Hertz Jospa (1904–1966), activist și militant comunist belgian
- Șulim Sudit (1904–1997), scriitor, dramaturg și lexicograf moldovean și israelian
- Boris Vlăstaru (1922–1993), scriitor și jurnalist moldovean
- Vladlen Babcinețchi (n. 1983), artist plastic român
- Nicolae Josan (n. 1983), fotbalist moldovean